# Seznam šampionů UFC

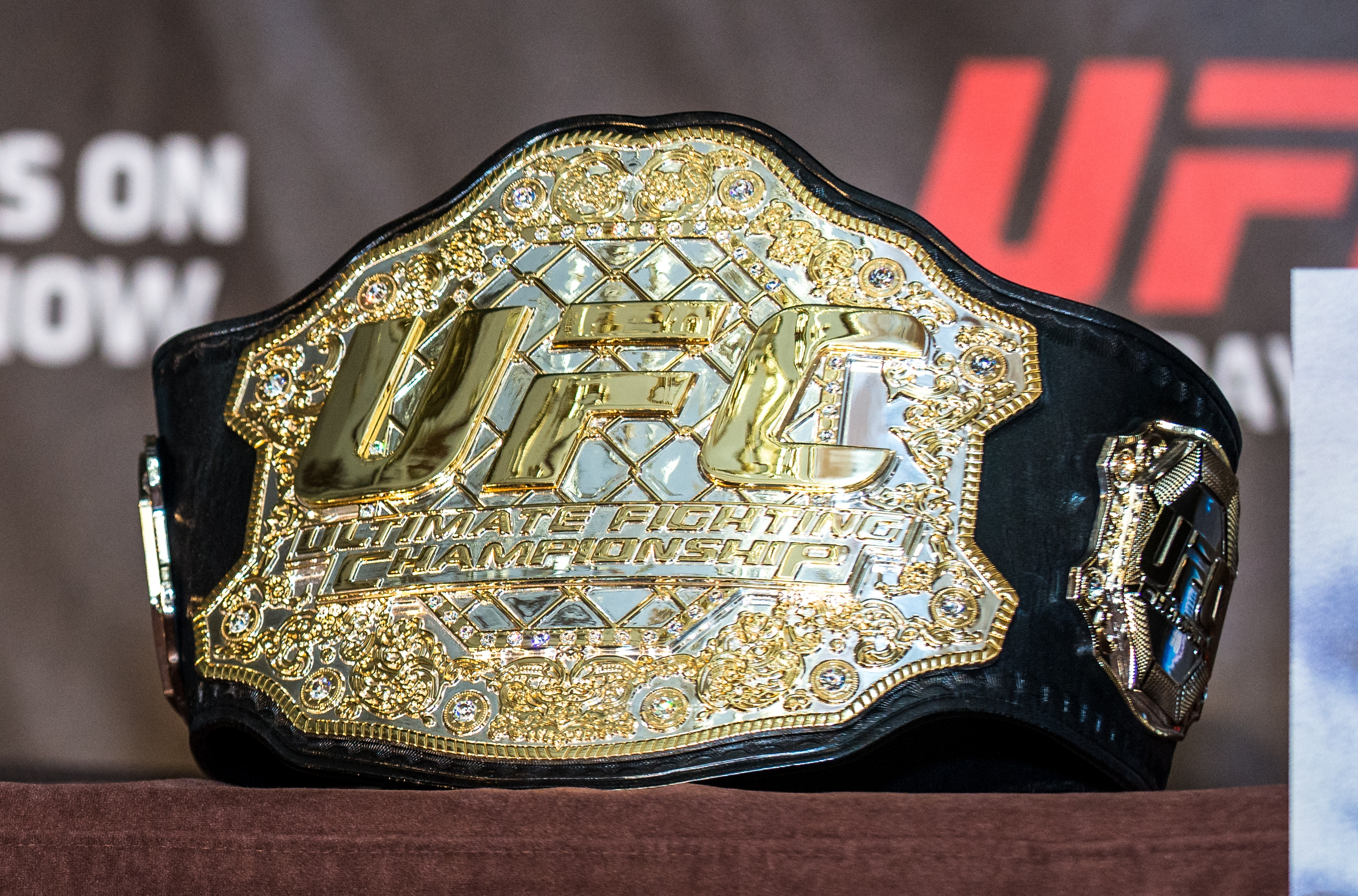
Pás šampiona, který vlastní držitel titulu

Ultimate Fighting Championship (UFC) je organizace, která pořádá zápasy ve smíšených bojových uměních. Zápasníci jsou rozděleni podle váhy a pohlaví – muži do osmi vah, ženy do tří. Bojovníci jsou řazeni podle žebříčku a v jeho popředí, před prvním, je držitel titulu, šampion.
Toto je historický seznam šampionů.
Pokud nesporný šampion delší dobu nezápasí obvykle je mu titul odebrán, ve výjimečných případech se bojuje o pás prozatímního šampiona.

## Muži

### Těžká – Heavyweight
93 až 120 kg (206 až 265 lb)

| Pořadí | Jméno                    | Událost                                                | Datum              | Obhajoby |
| --- | ------------------------ | ------------------------------------------------------ | ------------------ | --- |
| 1 | Mark Coleman             | UFC 12, Dothan, AL, USA                                | 7. února 1997      | |
| 2 | Maurice Smith            | UFC 14, Birmingham, AL, USA                            | 27. července 1997  | 1. obh. Tank Abbott na UFC 15 17. října 1997 |
| 3 | Randy Couture            | UFC Japan, Jokohama, Japonsko                          | 21. prosince 1997  | |
| Couture byl zbaven titulu v lednu 1998, když opustil UFC kvůli vypršení smlouvy.                                |                          |                                                        |                    | |
| 4 | Bas Rutten               | UFC 20, Birmingham, AL, USA                            | 7. května 1999     | |
| Rutten uvolnil titul v červnu 1999, když přešel do polotěžké váhy.                                              |                          |                                                        |                    | |
| 5 | Kevin Randleman          | UFC 23, Tokio, Japonsko                                | 19. listopadu 1999 | 1. obh. Pedro Rizzo na UFC 26 9. června 2000 |
| 6 | Randy Couture            | UFC 28, Atlantic City, NJ, USA                         | 17. listopadu 2000 | 1. obh. Pedro Rizzo na UFC 31 4. května 2001 2. obh. Pedro Rizzo na UFC 34 2. listopadu 2001                                                             |
| 7 | Josh Barnett             | UFC 36, Las Vegas, NV, USA                             | 22. března 2002    | |
| Barnett byl zbaven titulu 26. června 2002 po zjištění anabolických steroidů v pozápasovém antidopingovém testu. |                          |                                                        |                    | |
| 8 | Ricco Rodriguez          | UFC 39, Uncasville, CT, USA                            | 27. září 2002      | |
| 9 | Tim Sylvia               | UFC 41, Atlantic City, NJ, USA                         | 28. února 2003     | 1. obh. Gan McGee na UFC 44 26. září 2003 |
| Sylvia byl zbaven titulu 15. října 2003 po zjištění anabolických steroidů v pozápasovém antidopingovém testu.   |                          |                                                        |                    | |
| 10 | Frank Mir                | UFC 48, Las Vegas, NV, USA                             | 19. června 2004    | |
| — | Andrej Arlovski          | UFC 51, Las Vegas, NV, USA                             | 5. února 2005      | 1. obh. Justin Eilers na UFC 53 4. června 2005 |
| Mir byl zbaven titulu 12. srpna 2005 kvůli neaktivitě způsobené zraněním, které utrpěl při silniční nehodě.     |                          |                                                        |                    | |
| 11 | Andrej Arlovski          | —                                                      | 12. srpna 2005     | 1. obh. Paul Buentello na UFC 55 7. října 2005 |
| 12 | Tim Sylvia               | UFC 59, Anaheim, CA, USA                               | 15. dubna 2006     | 1. obh. Andrej Arlovski na UFC 61 on 8. července 2006 2. obh. Jeff Monson na UFC 65 18. listopadu 2006                                                   |
| 13 | Randy Couture            | UFC 68, Columbus, OH, USA                              | 3. března 2007     | 1. obh. Gabriel Gonzaga na UFC 74 25. srpna 2007 |
| — | Antônio Rodrigo Nogueira | UFC 81, Las Vegas, NV, USA                             | 2. února 2008      | |
| 14 | Brock Lesnar             | UFC 91, Las Vegas, NV, USA                             | 15. listopadu 2008 | 1. obh. prozatímní šampion Frank Mir na UFC 100 11. července 2009 2. obh. prozatímní šampion Shane Carwin na UFC 116 3. července 2010                    |
| — | Frank Mir                | UFC 92, Las Vegas, NV, USA                             | 27. prosince 2008  | |
| — | Shane Carwin             | UFC 111, Newark, NJ, USA                               | 27. března 2010    | |
| 15 | Cain Velasquez           | UFC 121, Anaheim, CA, USA                              | 23. října 2010     | |
| 16 | Junior dos Santos        | UFC on Fox: Velasquez vs. dos Santos, Anaheim, CA, USA | 12. listopadu 2011 | 1. obh. Frank Mir na UFC 146 26. května 2012 |
| 17 | Cain Velasquez           | UFC 155, Las Vegas, NV, USA                            | 29. prosince 2012  | 1. obh. Antônio Silva na UFC 160 25. května 2013 2. obh. Junior dos Santos na UFC 166 19. října 2013                                                     |
| — | Fabrício Werdum          | UFC 180, Mexico City, Mexiko                           | 15. listopadu 2014 | |
| 18 | Fabrício Werdum          | UFC 188, Mexico City, Mexiko                           | 13. června 2015    | |
| 19 | Stipe Miocic             | UFC 198, Curitiba, Brazílie                            | 14. května 2016    | 1. obh. Alistair Overeem na UFC 203 10. září 2016 2. obh. Junior dos Santos na UFC 211 13. května 2017 3. obh. Francis Ngannou na UFC 220 20. ledna 2018 |
| 20 | Daniel Cormier           | UFC 226, Las Vegas, NV, USA                            | 7. července 2018   | 1. obh. Derrick Lewis na UFC 230 3. listopadu 2018 |
| 21 | Stipe Miocic             | UFC 241, Anaheim, CA, USA                              | 17. srpna 2019     | 1. obh. Daniel Cormier na UFC 252 15. srpna 2020 |
| 22 | Francis Ngannou          | UFC 260, Las Vegas, NV, USA                            | 27. března 2021    | 1. obh. prozatímní šampion Ciryl Gane na UFC 270 22. ledna 2022                                                                                          |
| — | Ciryl Gane               | UFC 265, Houston, TX, USA                              | 7. srpna 2021      | |
| Ngannou byl zbaven titulu 14. ledna 2023, když opustil UFC kvůli vypršení smlouvy.                              |                          |                                                        |                    | |
| 23 | Jon Jones                | UFC 285, Las Vegas, NV, USA                            | 4. března 2023     | 1. obh. Stipe Miocic na UFC 309 16. listopadu 2024 |
| — | Tom Aspinall             | UFC 295, New York City, NY, USA                        | 11. listopadu 2023 | 1. obh. Curtis Blaydes na UFC 304 27. července 2024 |
| Jonesův odchod do důchodu byl oznámen 21. června 2025.                                                          |                          |                                                        |                    | |
| 24 | Tom Aspinall             | —                                                      | 21. června 2025    | |

### Polotěžká – Light Heavyweight
84 až 93 kg (86 až 205 lb)
| Pořadí | Jméno            | Událost                           | Datum              | Obhajoby |
| --- | ---------------- | --------------------------------- | ------------------ | --- |
| 1 | Frank Shamrock   | UFC Japan, Jokohama, Japonsko     | 21. prosince 1997  | 1. obh. Igor Zinoviev na UFC 16 13. března 1998 2. obh. Jeremy Horn na UFC 17 15. května 1998 3. obh. John Lober na UFC Brazil 16. října 1998 4. obh. Tito Ortiz na UFC 22 24. září 1999 |
| Shamrock uvolnil titul 24. listopadu 1999, když opustil UFC. |                  |                                   |                    | |
| 2 | Tito Ortiz       | UFC 25, Tokio, Japonsko           | 14. dubna 2000     | 1. obh. Yuki Kondo na UFC 29 16. prosince 2000 2. obh. Evan Tanner na UFC 30 23. února 2001 3. obh. Elvis Sinosic na UFC 32 29. června 2001 4. obh. Vladimir Matyushenko na UFC 33 28. září 2001 5. obh. Ken Shamrock na UFC 40 22. listopadu 2002 |
| — | Randy Couture    | UFC 43, Las Vegas, NV, USA        | 6. června 2003     | |
| 3 | Randy Couture    | UFC 44, Las Vegas, NV, USA        | 26. září 2003      | |
| 4 | Vitor Belfort    | UFC 46, Las Vegas, NV, USA        | 31. ledna 2004     | |
| 5 | Randy Couture    | UFC 49, Las Vegas, NV, USA        | 21. srpna 2004     | |
| 6 | Chuck Liddell    | UFC 52, Las Vegas, NV, US         | 16. dubna 2005     | 1. obh. Jeremy Horn na UFC 54 20. srpna 2005 2. obh. Randy Couture na UFC 57 4. února 2006 3. obh. Renato Sobral na UFC 62 26. srpna 2006 4. obh. Tito Ortiz na UFC 66 30. prosince 2006 |
| 7 | Quinton Jackson  | UFC 71, Las Vegas, NV, USA        | 26. května 2007    | 1. obh. Dan Henderson na UFC 75 8. září 2007 |
| 8 | Forrest Griffin  | UFC 86, Las Vegas, NV, USA        | 5. července 2008   | |
| 9 | Rashad Evans     | UFC 92, Las Vegas, NV, USA        | 27. prosince 2008  | |
| 10 | Lyoto Machida    | UFC 98, Las Vegas, NV, USA        | 23. května 2009    | 1. obh. Maurício Rua na UFC 104 24. října 2009 |
| 11 | Maurício Rua     | UFC 113, Montreal, QC, Kanada     | 8. května 2010     | |
| 12 | Jon Jones        | UFC 128, Newark, NJ, USA          | 19. března 2011    | 1. obh. Quinton Jackson na UFC 135 24. září 2011 2. obh. Lyoto Machida na UFC 140 10. prosince 2011 3. obh. Rashad Evans na UFC 145 21. dubna 2012 4. obh. Vitor Belfort na UFC 152 22. září 2012 5. obh. Chael Sonnen na UFC 159 27. dubna 2013 6. obh. Alexander Gustafsson na UFC 165 21. září 2013 7. obh. Glover Teixeira na UFC 172 26. dubna 2014 8. obh. Daniel Cormier na UFC 182 3. ledna 2015 |
| Jones byl zbaven titulu 28. dubna 2015 kvůli zatčení pro těžký zločin. |                  |                                   |                    | |
| 13 | Daniel Cormier   | UFC 187, Las Vegas, NV, USA       | 23. května 2015    | 1. obh. Alexander Gustafsson na UFC 192 3. října 2015 2. obh. Anthony Johnson na UFC 210 8. dubna 2017 3. obh. Volkan Oezdemir na UFC 220 20. ledna 2018 |
| — | Jon Jones        | UFC 197, Las Vegas, NV, USA       | 23. dubna 2016     | |
| Jones byl zbaven prozatímního titulu 9. listopadu 2016 kvůli pozitivnímu antidopingovému testu a dostal jednoletý zákaz.                                                                  |                  |                                   |                    | |
| Jones vyhrál titul na UFC 214 29. července 2017, ale 13. září o něj přišel, když jeho vítězství bylo zvráceno kvůli pozitivnímu antidopingovému testu. Titul byl znovu udělen Cormierovi. |                  |                                   |                    | |
| Cormier uvolnil titul 28. prosince 2018, 174 dní po získání titulu v těžké váze. |                  |                                   |                    | |
| 14 | Jon Jones        | UFC 232, Inglewood, CA, USA       | 29. prosince 2018  | 1. obh. Anthony Smith na UFC 235 2. března 2019 2. obh. Thiago Santos na UFC 239 6. července 2019 3. obh. Dominick Reyes na UFC 247 8. února 2020 |
| Jones uvolnil titul 17. srpna 2020 po přesunu do těžké váhy. |                  |                                   |                    | |
| 15 | Jan Błachowicz   | UFC 253, Abu Dhabi, SAE           | 27. září 2020      | 1. obh. Israel Adesanya na UFC 259 6. března 2021 |
| 16 | Glover Teixeira  | UFC 267, Abu Dhabi, SAE           | 30. října 2021     | |
| 17 | Jiří Procházka   | UFC 275, Kallang, Singapur        | 12. ledna 2022     | |
| Procházka uvolnil titul 23. listopadu 2022 po utrpění zranění ramena. |                  |                                   |                    | |
| Jan Błachowicz a Magomed Ankalaev zápasili o uvolněný titul 10. prosince 2022 na UFC 282 v Las Vegas. Zápas skončil remízou a titul zůstal nadále volný.                                  |                  |                                   |                    | |
| 18 | Jamahal Hill     | UFC 283, Rio de Janeiro, Brazílie | 21. ledna 2023     | |
| Hill uvolnil titul 14. července 2023 po utrpění zranění achillovy šlachy. |                  |                                   |                    | |
| 19 | Alex Pereira     | UFC 295, New York City, NY, USA   | 11. listopadu 2023 | 1. obh. Jamahal Hill na UFC 300 13. dubna 2024 2. obh. Jiří Procházka na UFC 303 29. června 2024 3. obh. Khalil Rountree Jr. na UFC 307 5. října 2024 |
| 20 | Magomed Ankalaev | UFC 313, Las Vegas, NV, USA       | 8. března 2025     | |

### Střední – Middleweight
78 až 84 kg (171 až 185 lb)
| Pořadí                                                                 | Jméno             | Událost                         | Datum              | Obhajoby |
| ---------------------------------------------------------------------- | ----------------- | ------------------------------- | ------------------ | --- |
| 1                                                                      | Dave Menne        | UFC 33, Las Vegas, NV, USA      | 28. září 2001      | |
| 2                                                                      | Murilo Bustamante | UFC 35, Las Vegas, NV, USA      | 11. ledna 2002     | 1. obh. Matt Lindland na UFC 37 on 10. května 2002 |
| Bustamante byl zbaven titulu 5. října 2002, když opustil UFC.          |                   |                                 |                    | |
| 3                                                                      | Evan Tanner       | UFC 51, Las Vegas, NV, USA      | 5. února 2005      | |
| 4                                                                      | Rich Franklin     | UFC 53, Atlantic City, NJ, USA  | 4. června 2005     | 1. obh. Nate Quarry na UFC 56 19. listopadu 2005 2. obh. David Loiseau na UFC 58 4. března 2006 |
| 5                                                                      | Anderson Silva    | UFC 64, Las Vegas, NV, USA      | 14. října 2006     | 1. obh. Nate Marquardt na UFC 73 7. července 2007 2. obh. Rich Franklin na UFC 77 20. října 2007 3. obh. Dan Henderson na UFC 82 1. března 2008 4. obh. Patrick Côté na UFC 90 25. října 2008 5. obh. Thales Leites na UFC 97 18. dubna 2009 6. obh. Demian Maia na UFC 112 10. dubna 2010 7. obh. Chael Sonnen na UFC 117 7. srpna 2010 8. obh. Vitor Belfort na UFC 126 5. února 2011 9. obh. Yushin Okami na UFC 134 27. srpna 2011 10. obh. Chael Sonnen na UFC 148 7. července 2012 |
| 6                                                                      | Chris Weidman     | UFC 162, Las Vegas, NV, USA     | 6. července 2013   | 1. obh. Anderson Silva na UFC 168 28. prosince 2013 2. obh. Lyoto Machida na UFC 175 5. července 2014 3. obh. Vitor Belfort na UFC 187 23. března 2015 |
| 7                                                                      | Luke Rockhold     | UFC 194, Las Vegas, NV, USA     | 12. prosince 2015  | |
| 8                                                                      | Michael Bisping   | UFC 199, Inglewood, CA, USA     | 4. června 2016     | 1. obh. Dan Henderson na UFC 204 8. října 2016 |
| —                                                                      | Robert Whittaker  | UFC 213, Las Vegas, NV, USA     | 8. července 2017   | |
| 9                                                                      | Georges St-Pierre | UFC 217, New York City, NY, USA | 4. listopadu 2017  | |
| St-Pierre uvolnil titul 7. prosince 2017 kvůli zánětu tlustého střeva. |                   |                                 |                    | |
| 10                                                                     | Robert Whittaker  | —                               | 7. prosince 2017   | |
| —                                                                      | Israel Adesanya   | UFC 236, Atlanta, GA, USA       | 13. dubna 2019     | |
| 11                                                                     | Israel Adesanya   | UFC 243, Melbourne, Austrálie   | 6. října 2019      | 1. obh. Yoel Romero na UFC 248 7. března 2020 2. obh. Paulo Costa na UFC 253 27. září 2020 3. obh. Marvin Vettori na UFC 263 12. června 2021 4. obh. Robert Whittaker na UFC 271 12. února 2022 5. obh. Jared Cannonier na UFC 276 2. července 2022 |
| 12                                                                     | Alex Pereira      | UFC 281, New York City, NY, USA | 12. listopadu 2022 | |
| 13                                                                     | Israel Adesanya   | UFC 287, Miami, FL, USA         | 8. dubna 2023      | |
| 14                                                                     | Sean Strickland   | UFC 293, Sydney, Austrálie      | 10. září 2023      | |
| 15                                                                     | Dricus du Plessis | UFC 297, Toronto, ON, Kanada    | 20. ledna 2024     | 1. obh. Israel Adesanya na UFC 305 18. srpna 2024 2. obh. Sean Strickland na UFC 312 9. února 2025 |
| 16                                                                     | Khamzat Chimaev   | UFC 319 IIlnois, Chicago, USA   | 17. srpna 2025     | |

### Velterová – Welterweight
71 až 77 kg (156 až 170 lb)
| Pořadí                                                                    | Jméno                | Událost                          | Datum              | Obhajoby |
| ------------------------------------------------------------------------- | -------------------- | -------------------------------- | ------------------ | --- |
| 1                                                                         | Pat Miletich         | UFC Brazil, São Paulo, Brazílie  | 16. října 1998     | 1. obh. Jorge Patino na UFC 18 8. ledna 1999 2. obh. André Pederneiras na UFC 21 16. června 1999 3. obh. John Alessio na UFC 26 9. června 2000 4. obh. Kenichi Yamamoto na UFC 29 16. prosince 2000 |
| 2                                                                         | Carlos Newton        | UFC 31, Atlantic City, NJ, USA   | 4. května 2001     | |
| 3                                                                         | Matt Hughes          | UFC 34, Las Vegas, NV, USA       | 2. listopadu 2001  | 1. obh. Hayato Sakurai na UFC 36 22. března 2002 2. obh. Carlos Newton na UFC 38 13. července 2002 3. obh. Gil Castillo na UFC 40 22. listopadu 2002 4. obh. Sean Sherk na UFC 42 25. dubna 2003 5. obh. Frank Trigg na UFC 45 21. listopadu 2003 |
| 4                                                                         | B.J. Penn            | UFC 46, Las Vegas, NV, USA       | 31. ledna 2004     | |
| Penn byl zbaven titulu 17. května 2004, když opustil UFC.                 |                      |                                  |                    | |
| 5                                                                         | Matt Hughes          | UFC 50, Atlantic City, NJ, USA   | 22. října 2004     | 1. obh. Frank Trigg na UFC 52 16. dubna 2005 2. obh. B.J. Penn na UFC 63 23. září 2006 |
| 6                                                                         | Georges St-Pierre    | UFC 65, Sacramento, CA, USA      | 18. listopadu 2006 | |
| 7                                                                         | Matt Serra           | UFC 69, Houston, TX, USA         | 7. dubna 2007      | |
| —                                                                         | Georges St-Pierre    | UFC 79, Las Vegas, NV, USA       | 29. prosince 2007  | |
| 8                                                                         | Georges St-Pierre    | UFC 83, Montreal, QC, Kanada     | 19. dubna 2008     | 1. obh. Jon Fitch na UFC 87 9.srpna 2008 2. obh. B.J. Penn na UFC 94 31. ledna 2009 3. obh. Thiago Alves na UFC 100 11. července 2009 4. obh. Dan Hardy na UFC 111 27. března 2010 5. obh. Josh Koscheck na UFC 124 11. prosince 2010 6. obh. Jake Shields na UFC 129 30. dubna 2011 7. obh. prozatímní šampion Carlos Condit na UFC 154 17. listopadu 2012 8. obh. Nick Diaz na UFC 158 16. března 2013 9. obh. Johny Hendricks na UFC 167 16. listopadu 2013 |
| —                                                                         | Carlos Condit        | UFC 143, Las Vegas, NV, USA      | 4. února 2012      | |
| St-Pierre uvolnil titul 13. prosince 2013, když se rozhodl, dát si pauzu. |                      |                                  |                    | |
| 9                                                                         | Johny Hendricks      | UFC 171, Dallas, TX, USA         | 15. března 2014    | |
| 10                                                                        | Robbie Lawler        | UFC 181, Las Vegas, NV, USA      | 6. prosince 2014   | 1. obh. Rory MacDonald na UFC 189 11. července 2015 2. obh. Carlos Condit na UFC 195 2. ledna 2016 |
| 11                                                                        | Tyron Woodley        | UFC 201, Atlanta, GA, USA        | 30. července 2016  | 1. obh. Stephen Thompson na UFC 205 12. listopadu 2016 2. obh. Stephen Thompson na UFC 209 4. března 2017 3. obh. Demian Maia na UFC 214 29. července 2017 4. obh. Darren Till na UFC 228 8. září 2018 |
| —                                                                         | Colby Covington      | UFC 225, Chicago, IL, USA        | 9. června 2018     | |
| Covington byl zbaven prozatímního titulu 8. září 2018 kvůli zranění.      |                      |                                  |                    | |
| 12                                                                        | Kamaru Usman         | UFC 235, Las Vegas, NV, USA      | 2. března 2019     | 1. obh. Colby Covington na UFC 245 14. prosince 2019 2. obh. Jorge Masvidal na UFC 251 12. července 2020 3. obh. Gilbert Burns na UFC 258 13. února 2021 4. obh. Jorge Masvidal na UFC 261 24. dubna 2021 5. obh. Colby Covington na UFC 268 6. listopadu 2021 |
| 13                                                                        | Leon Edwards         | UFC 278, Salt Lake City, UT, USA | 20. srpna 2022     | 1. obh. Kamaru Usman na UFC 286 18. března 2023 2. obh. Colby Covington na UFC 296 16. prosince 2023 |
| 14                                                                        | Belal Muhammad       | UFC 304, Manchester, Anglie      | 27. července 2024  | |
| 14                                                                        | Jack Della Maddalena | UFC 315, Montreal, Kanada        | 10. května 2025    | |

### Lehká – Lightweight
66 až 70 kg (146 až 155 lb)
| Pořadí | Jméno               | Událost                                                    | Datum              | Obhajoby |
| --- | ------------------- | ---------------------------------------------------------- | ------------------ | --- |
| 1 | Jens Pulver         | UFC 30, Atlantic City, NJ, USA                             | 23. února 2001     | 1. obh. Dennis Hallman na UFC 33 28. září 2001 2. obh. B.J. Penn na UFC 35 11. ledna 2002 |
| Pulver byl zbaven titulu 23. března 2002, když opustil UFC.                                                                                    |                     |                                                            |                    | |
| B.J. Penn a Caol Uno bojovali o uvolněný titul 28. února 2003 na UFC 41 v Atlantic City. Zápas neměl vítěze a tak titul zůstal volný.          |                     |                                                            |                    | |
| 2 | Sean Sherk          | UFC 64, Las Vegas, NV, USA                                 | 14. října 2006     | 1. obh. Hermes França na UFC 73 7. července 2007 |
| Sherk byl zbaven titulu 8. prosince 2007 po zjištění anabolických steroidů v pozitivním antidopingovém testu.                                  |                     |                                                            |                    | |
| 3 | B.J. Penn           | UFC 80, Newcastle, Anglie                                  | 19. ledna 2008     | 1. obh. Sean Sherk na UFC 84 24. května 2008 2. obh. Kenny Florian na UFC 101 8. srpna 2009 3. obh. Diego Sanchez na UFC 107 12. prosince 2009                                                                     |
| 4 | Frankie Edgar       | UFC 112, Abu Dhabi, SAE                                    | 10. dubna 2010     | 1. obh. B.J. Penn na UFC 118 28. srpna 2010 2. obh. Gray Maynar na UFC 125 1. ledna 2011 3. obh. Gray Maynard na UFC 136 8. října 2011                                                                             |
| 5 | Benson Henderson    | UFC 144, Saitama, Japonsko                                 | 26. února 2012     | 1. obh. Frankie Edgar na UFC 150 11. srpna 2012 2. obh. Nate Diaz na UFC on Fox: Henderson vs. Diaz 8. prosince 2012 3. obh. Gilbert Melendez na UFC on Fox: Henderson vs. Melendez 20. dubna 2013                 |
| 6 | Anthony Pettis      | UFC 164, Milwaukee, WI, USA                                | 31. srpna 2013     | 1. obh. Gilbert Melendez na UFC 181 6. prosince 2014 |
| 7 | Rafael dos Anjos    | UFC 185, Dallas, TX, USA                                   | 14. března 2015    | 1. obh. Donald Cerrone na UFC on Fox: dos Anjos vs. Cowboy 2 19. prosince 2015 |
| 8 | Eddie Alvarez       | UFC Fight Night: dos Anjos vs. Alvarez, Las Vegas, NV, USA | 7. července 2016   | |
| 9 | Conor McGregor      | UFC 205, New York City, NY, USA                            | 12. listopadu 2016 | |
| — | Tony Ferguson       | UFC 216, Las Vegas, NV, USA                                | 7. října 2017      | |
| McGregor i Ferguson byli zbaveni titulů 7. dubna 2018 kvůli neaktivitě a kvůli zranění.                                                        |                     |                                                            |                    | |
| 10 | Khabib Nurmagomedov | UFC 223, Brooklyn, NY, USA                                 | 7. dubna 2018      | 1. obh. Conor McGregor na UFC 229 6. října 2018 2. obh. prozatímní šampion Dustin Poirier na UFC 242 7. září 2019 3. obh. prozatímní šampion Justin Gaethje na UFC 254 24. října 2020                              |
| — | Dustin Poirier      | UFC 236, Atlanta, GA, USA                                  | 13. dubna 2019     | |
| — | Justin Gaethje      | UFC 249, Jacksonville, FL, USA                             | 9. května 2020     | |
| Nurmagomedov po úspěšné obhajobě titulu s Justinem Gaethjem 24. října 2020 oznámil konec kariéry. Titul byl oficiálně uvolněn 19. března 2021. |                     |                                                            |                    | |
| 11 | Charles Oliveira    | UFC 262, Houston, TX, USA                                  | 15. května 2021    | 1. obh. Dustin Poirier na UFC 269 11. prosince 2021 |
| Oliveira byl zbaven titulu 7. května 2022, když nesplnil váhový limit titulové obhajoby proti Justinu Gaethjeovi na UFC 274.                   |                     |                                                            |                    | |
| 12 | Islam Makhachev     | UFC 280, Abu Dhabi, SAE                                    | 22. října 2022     | 1. obh . Alexander Volkanovski na UFC 284 12. února 2023 2. obh. Alexander Volkanovski na UFC 294 21. října 2023 3. obh. Dustin Poirier na UFC 302 1. června 2024 4. obh. Renato Moicano na UFC 311 18. ledna 2025 |
| Makhachev 13. května 2025 oznámil, že se vzdává titulu, aby mohl postoupit do welterové váhy. Titul oficiálně uvolnil 28. června 2025.         |                     |                                                            |                    | |
| 13 | Ilia Topuria        | UFC 317, Nevada, USA                                       | 28. června 2025.   | |

### Pérová – Featherweight
61 až 66 kg (136 až 145 lb)
| Pořadí | Jméno                 | Událost                           | Datum              | Obhajoby |
| --- | --------------------- | --------------------------------- | ------------------ | --- |
| 1 | José Aldo             | UFC 123, Auburn Hills, MI, USA    | 20 listopadu 2010  | 1. obh. Mark Hominick na UFC 129 30. dubna 2011 2. obh. Kenny Florian na UFC 136 8. října 2011 3. obh. Chad Mendes na UFC 142 14. ledna 2012 4. obh. Frankie Edgar na UFC 156 2. února 2013 5. obh. Jung Chan-sung na UFC 163 3. srpna 2013 6. obh. Ricardo Lamas na UFC 169 1. února 2014 7. obh. Chad Mendes na UFC 179 25. října 2014 |
| — | Conor McGregor        | UFC 189, Las Vegas, NV, USA       | 11. července 2015  | |
| 2 | Conor McGregor        | UFC 194, Las Vegas, NV, USA       | 12. prosince 2015  | |
| — | José Aldo             | UFC 200, Las Vegas, NV, USA       | 9. července 2016   | |
| McGregor byl zbaven titulu 26. listopadu 2016, 14 dní po získání titulu v lehké váze.                                   |                       |                                   |                    | |
| 3 | José Aldo             | —                                 | 26. listopadu 2016 | |
| — | Max Holloway          | UFC 206, Toronto, ON, Kanada      | 10. prosince 2016  | |
| 4 | Max Holloway          | UFC 212, Rio de Janeiro, Brazílie | 3. června 2017     | 1. obh. José Aldo na UFC 218 2. prosince 2017 2. obh. Brian Ortega na UFC 231 8. prosince 2018 3. obh. Frankie Edgar na UFC 240 27. července 2019 |
| 5 | Alexander Volkanovski | UFC 245, Las Vegas, NV, USA       | 14. prosince 2019  | 1. obh. Max Holloway na UFC 251 12. července 2020 2. obh. Brian Ortega na UFC 266 25. září 2021 3. obh. Jung Chan-sung na UFC 273 9. srpna 2022 4. obh. Max Holloway na UFC 276 2. července 2022 5. obh. prozatímní šampion Yair Rodríguez na UFC 290 8. července 2023                                                                   |
| — | Yair Rodríguez        | UFC 284, Perth, Austrálie         | 12. února 2023     | |
| 6 | Ilia Topuria          | UFC 298, Anaheim, CA, USA         | 17. února 2024     | 1. obh. Max Holloway na UFC 308 26. října 2024 |
| Tpuria 19. února 2025 oznámil, že uvolnil titul kvůli přesunu do lehké váhy. Titul byl oficiálně uvolněn 12. dubna 2025 |                       |                                   |                    | |
| 7 | Alexander Volkanovski | UFC 314, Miami, FL, USA           | 12. dubna 2025     | |

### Bantamová – Bantamweight
57 až 61 kg (126 až 135 lb)
| Pořadí                                                                                          | Jméno             | Událost                                              | Datum             | Obhajoby |
| ----------------------------------------------------------------------------------------------- | ----------------- | ---------------------------------------------------- | ----------------- | --- |
| 1                                                                                               | Dominick Cruz     | WEC 53, Glendale, AZ, USA                            | 16. prosince 2010 | 1. obh. Urijah Faber na UFC 132 2. července 2011 2. obh. Demetrious Johnson na UFC Live: Cruz vs. Johnson 1. října 2011                                      |
| —                                                                                               | Renan Barão       | UFC 149, Calgary, AB, Kanada                         | 21. července 2012 | 1. obh. Michael McDonald na UFC on Fuel TV: Barão vs. McDonald 16. února 2013 2. obh. Eddie Wineland na UFC 165 21. září 013                                 |
| Cruz uvolnil titul 6. ledna 2014 kvůli opakovaným zraněním, které mu bránily v obhajobě titulu. |                   |                                                      |                   | |
| 2                                                                                               | Renan Barão       | —                                                    | 6. ledna 2014     | 1. obh. Urijah Faber na UFC 169 1. února 2014 |
| 3                                                                                               | T.J. Dillashaw    | UFC 173, Las Vegas, NV, USA                          | 24. května 2014   | 1. obh. Joe Soto na UFC 177 30. srpna 2014 2. obh. Renan Barão na UFC on Fox: Dillashaw vs. Barão 2 25. července 2015                                        |
| 4                                                                                               | Dominick Cruz     | UFC Fight Night: Dillashaw vs. Cruz, Boston, MA, USA | 17. ledna 2016    | 1. obh. Urijah Faber na UFC 199 4. června 2016 |
| 5                                                                                               | Cody Garbrandt    | UFC 207, Las Vegas, NV, USA                          | 30. prosince 2016 | |
| 6                                                                                               | T.J. Dillashaw    | UFC 217, New York City, NY, USA                      | 4. listopadu 2017 | 1. obh. Cody Garbrandt na UFC 227 4. srpna 2018 |
| Dillashaw se vzdal titulu 20. března 2020 kvůli pozitivnímu antidopingovému testu.              |                   |                                                      |                   | |
| 7                                                                                               | Henry Cejudo      | UFC 238, Chicago, IL, USA                            | 8. června 2019    | 1. obh. Dominick Cruz na UFC 249 9. května 2020 |
| Cejudo 9. května 2020 oznámil konec kariéry. Titul byl oficiálně uvolněn 24. května.            |                   |                                                      |                   | |
| 8                                                                                               | Petr Yan          | UFC 251, Abu Dhabi, SAE                              | 12. července 2020 | |
| 9                                                                                               | Aljamain Sterling | UFC 259, Las Vegas, NV, USA                          | 6. března 2021    | 1. obh. prozatímní šampion Petr Yan na UFC 273 9. dubna 2022 2. obh. T.J. Dillashaw na UFC 280 22. října 2022 3. obh. Henry Cejudo na UFC 288 6. května 2023 |
| —                                                                                               | Petr Yan          | UFC 267, Abu Dhabi, SAE                              | 30. října 2021    | |
| 10                                                                                              | ean O'Malley      | UFC 292, Boston, MA, USA                             | 19. srpna 2023    | 1. obh. Marlon Vera na UFC 299 9. března 2024 |
| 11                                                                                              | Merab Dvalishvili | UFC 306, Las Vegas, NV, USA                          | 14. září 2024     | 1. obh. Umar Nurmagomedov na UFC 311 18. ledna 2025 2. obh Sean O'Malley na UFC 316 7. června 2025                                                           |

### Muší – Flyweight
53 až 57 kg (116 až 125 lb)
| Pořadí | Jméno               | Událost                                                     | Datum             | Obhajoby |
| --- | ------------------- | ----------------------------------------------------------- | ----------------- | --- |
| 1 | Demetrious Johnson  | UFC 152, Toronto, ON, Kanada                                | 22. září 2012     | 1. obh. John Dodson na UFC on Fox: Johnson vs. Dodson 26. ledna 2013 2. obh. John Moraga na UFC on Fox: Johnson vs. Moraga 27. července 2013 3. obh. Joseph Benavidez na UFC on Fox: Johnson vs. Benavidez 2 14. prosince 2013 4. obh. Ali Bagautinov na UFC 174 14. června 2014 5. obh. Chris Cariaso na UFC 178 27. září 2014 6. obh. Kyoji Horiguchi na UFC 186 25. dubna 2015 7. obh. John Dodson na UFC 191 5. září 2015 8. obh. Henry Cejudo na UFC 197 23. dubna 2016 9. obh. Tim Elliott na The Ultimate Fighter: Tournament of Champions Finale 3. prosince 2016 10. obh. Wilson Reis na UFC on Fox: Johnson vs. Reis 15. dubna 2017 11. obh. Ray Borg na UFC 216 7. října 2017 |
| 2 | Henry Cejudo        | UFC 227, Los Angeles, CA, USA                               | 4. srpna 2018     | 1. obh. T.J. Dillashaw na UFC Fight Night: Cejudo vs. Dillashaw 19. ledna 2019 |
| Cejudo 20. prosince 2019 oznámil, že by mohl uvolnit titul, aby se mohl soustředit na obhajobu titulu v bantamové váze. Titul byl oficiálně uvolněn 29. února 2020. |                     |                                                             |                   | |
| 3 | Deiveson Figueiredo | UFC Fight Night: Figueiredo vs. Benavidez 2, Abu Dhabi, SAE | 19. července 2020 | 1. obh. Alex Perez na UFC 255 21. listopadu 2020 2. obh. Brandon Moreno na UFC 256 12. prosince 2020 |
| 4 | Brandon Moreno      | UFC 263, Glendale, AZ, USA                                  | 12. června 2021   | |
| 5 | Deiveson Figueiredo | UFC 270, Anaheim, CA, USA                                   | 22. ledna 2022    | |
| — | Brandon Moreno      | UFC 277, Dallas, TX, USA                                    | 30. července 2022 | |
| 6 | Brandon Moreno      | UFC 283, Rio de Janeiro, Brazílie                           | 21. ledna 2023    | |
| 7 | Alexandre Pantoja   | UFC 290, Las Vegas, NV, USA                                 | 8. července 2023  | 1. obh. Brandon Royval na UFC 296 16. prosince 2023 2. obh. Steve Erceg na UFC 301 4. května 2024 3. obh. Kai Asakura na UFC 310 7. prosince 2024 |

## Ženy

### Bantamová – Bantamweight
157 až 61 kg (126 až 135 lb)
| Pořadí                                                                                | Jméno             | Událost                                          | Datum              | Obhajoby |
| ------------------------------------------------------------------------------------- | ----------------- | ------------------------------------------------ | ------------------ | --- |
| 1                                                                                     | Ronda Rousey      | UFC on Fox: Henderson vs. Diaz, Seattle, WA, USA | 6. prosince 2012   | 1. obh. Liz Carmouche na UFC 157 23. února 2013 2. obh. Miesha Tate na UFC 16828. prosince 2013 3. obh. Sara McMann na UFC 170 22. února 2014 4. obh. Alexis Davis na UFC 175 5. července 2014 5. obh. Cat Zingano na UFC 184 28. února 2015 6. obh. Bethe Correia na UFC 190 1. srpna 2015 |
| 2                                                                                     | Holly Holm        | UFC 193, Melbourne, Austrálie                    | 15. listopadu 2015 | |
| 3                                                                                     | Miesha Tate       | UFC 196, Las Vegas, NV, USA                      | 5. března 2016     | |
| 4                                                                                     | Amanda Nunes      | UFC 200, Las Vegas, NV, USA                      | 9. července 2016   | 1. obh. Ronda Rousey na UFC 207 30. prosince 2016 2. obh. Valentina Shevchenko na UFC 215 9. září 2017 3. obh. Raquel Pennington na UFC 224 12. května 2018 4. obh. Holly Holm na UFC 239 6. července 2019 5. obh. Germaine de Randamie na UFC 245 6. prosince 2019                         |
| 5                                                                                     | Julianna Peña     | UFC 269, Las Vegas, NV, USA                      | 11. prosince 2021  | |
| 6                                                                                     | Amanda Nunes      | UFC 277, Dallas, TX, USA                         | 30. července 2022  | 1. obh. Irene Aldana na UFC 289 10. června 2023 |
| Nunes 10. června 2023 oznámila konec kariéry. Titul byl oficiálně uvolněn 20. června. |                   |                                                  |                    | |
| 7                                                                                     | Raquel Pennington | UFC 297, Toronto, ON, Kanada                     | 20. ledna 2024     | |
| 8                                                                                     | Julianna Peña     | UFC 307, Salt Lake City, UT, USA                 | 5. října 2024      | |
| 9                                                                                     | Kayla Harrison    | UFC 316, Newark, New Jersey, USA                 | 7. června 2025     | |

### Muší – Flywewight
53 až 57 kg (116 až 125 lb)
| Pořadí                                                                                                  | Jméno                | Událost                                                              | Datum            | Obhajoby |
| --- | -------------------- | -------------------------------------------------------------------- | ---------------- | --- |
| 1 | Nicco Montaño        | The Ultimate Fighter: A New World Champion Finale, Las Vegas, NV, US | 1. prosince 2017 | |
| Montaño byla zbavena titulu 7. září 2018, poté co byla nucena odstoupit z titulové obhajoby na UFC 228. |                      |                                                                      |                  | |
| 2 | Valentina Shevchenko | UFC 231, Toronto, ON, Kanada                                         | 8. prosince 2018 | 1. obh. Jessica Eye na UFC 238 8. června 2019 2. obh. Liz Carmouche na UFC Fight Night: Shevchenko vs. Carmouche 2 10. srpna 2019 3. obh. Katlyn Chookagian na UFC 247 8. února 2020 4. obh. Jennifer Maia na UFC 255 21. listopadu 2020 5. obh. Jéssica Andrade na UFC 261 24. dubna 2021 6. obh. Lauren Murphy na UFC 266 25. září 2021 7. obh. Taila Santos na UFC 275 12. června 2022 |
| 3 | Alexa Grasso         | UFC 285, Las Vegas, NV, USA                                          | 4. března 2023   | 1. obh. Valentina Shevchenko na UFC Fight Night: Grasso vs. Shevchenko 2 16. září 2023 |
| 4 | Valentina Shevchenko | UFC 306, Las Vegas, NV, USA                                          | 14. září 2024    | 1. obh. Manon Fiorot na UFC 315 10. května 2025 |

### Slámová – Strawweight
48 až 52 kg (106 až 115 lb)
| Pořadí | Jméno              | Událost                                                                     | Datum              | Obhajoby |
| ------ | ------------------ | --------------------------------------------------------------------------- | ------------------ | --- |
| 1      | Carla Esparza      | The Ultimate Fighter: A Champion Will Be Crowned Finale, Las Vegas, NV, USA | 12. prosince 2014  | |
| 2      | Joanna Jędrzejczyk | UFC 185, Dallas, TX, USA                                                    | 14. března 2015    | 1. obh. Jessica Penne na UFC Fight Night: Jędrzejczyk vs. Penne 20. června 2015 2. obh. Valérie Létourneau na UFC 193 15. listopadu 2015 3. obh. Cláudia Gadelha na The Ultimate Fighter: Team Joanna vs. Team Cláudia Finale 8. července 2016 4. obh. Karolina Kowalkiewicz na UFC 205 12. listopadu 2016 5. obh. Jéssica Andrade na UFC 211 13. května 2017 |
| 3      | Rose Namajunas     | UFC 217, New York City, NY, USA                                             | 4. listopadu 2017  | 1. obh. Joanna Jędrzejczyk na UFC 223 7. dubna 2018 |
| 4      | Jéssica Andrade    | UFC 237, Rio de Janeiro, Brazílie                                           | 11. května 2019    | |
| 5      | Čang Wej-li        | UFC Fight Night: Andrade vs. Zhang, Šen-čen, Čína                           | 31. srpna 2019     | 1. obh. Joanna Jędrzejczyk na UFC 248 7. března 2020 |
| 6      | Rose Namajunas     | UFC 261, Jacksonville, FL, USA                                              | 24. dubna 2021     | 1. obh. Čang Wej-li na UFC 268 6. listopadu 2021 |
| 7      | Carla Esparza      | UFC 274, Phoenix, AZ, USA                                                   | 7. května 2022     | |
| 8      | Čang Wej-li        | UFC 281, New York City, NY, USA                                             | 12. listopadu 2022 | 1. obh. Amanda Lemos na UFC 292 19. srpna 2023 2. obh. Yan Xiaonan na UFC 300 13. dubna 2024 3. obh. Tatiana Suarez na UFC 312 9. února 2025 |

## Zaniklé kategorie

### Ženská pérová váha – Featherweight
62 až 66 kg (136 až 145 lb)
| Pořadí                                                                                              | Jméno                | Událost                     | Datum             | Obhajoby                                                                                           |
| --------------------------------------------------------------------------------------------------- | -------------------- | --------------------------- | ----------------- | -------------------------------------------------------------------------------------------------- |
| 1                                                                                                   | Germaine de Randamie | UFC 208, Brooklyn, NY, USA  | 11. února 2017    | |
| de Randamie byla zbavena titulu 19. června 2017, poté co odmítla obhajovat titul proti Cris Cyborg. |                      |                             |                   | |
| 2                                                                                                   | Cris Cyborg          | UFC 214, Anaheim, CA, USA   | 29. července 2017 | 1. obh. Holly Holm na UFC 219 30. prosince 2017 2. obh. Yana Kunitskaya na UFC 222 3. března 2018  |
| 3                                                                                                   | Amanda Nunes         | UFC 232, Inglewood, CA, USA | 29. prosince 2018 | 1. obh. Felicia Spencer na UFC 250 6. června 2020 2. obh. Megan Anderson na UFC 259 6. března 2021 |
| Nunes 10. června 2023 oznámila konec kariéry. Titul byl oficiálně uvolněn 20. června.               |                      |                             |                   | |